# Ichneumon brunneolus
Ichneumon brunneolus là một loài tò vò trong họ Ichneumonidae.